# Кастелино Танаро
Кастелѝно Та̀наро (на италиански: Castellino Tanaro; на пиемонтски: Castlin Tane, Кастълин Тане) е село и община в Северна Италия, провинция Кунео, регион Пиемонт. Разположено е на 613 m надморска височина. Населението на общината е 339 души (към 2010 г.).